# Voto per corrispondenza
     Nessun sistema di voto per corrispondenza in atto
     Voto per corrispondenza disponibile solo per alcuni/tutti i cittadini all'estero
     Voto per corrispondenza disponibile per alcuni/tutti i cittadini all'estero e per i cittadini nel proprio paese che soddisfano determinate condizioni
     Voto per corrispondenza disponibile per tutti i cittadini su richiesta

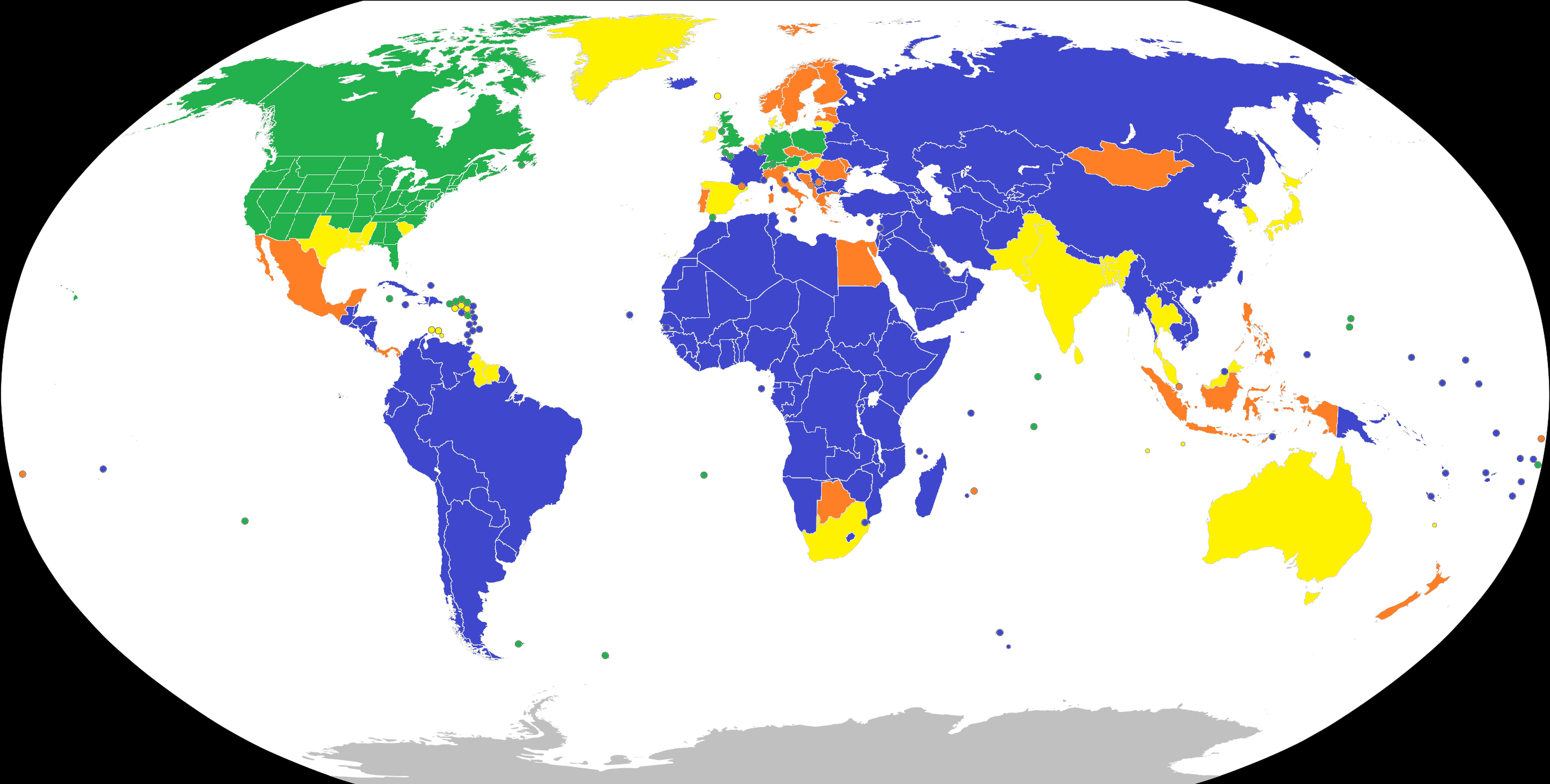
Nessun sistema di voto per corrispondenza in atto
Voto per corrispondenza disponibile solo per alcuni/tutti i cittadini all'estero
Voto per corrispondenza disponibile per alcuni/tutti i cittadini all'estero e per i cittadini nel proprio paese che soddisfano determinate condizioni
Voto per corrispondenza disponibile per tutti i cittadini su richiesta

Il voto per corrispondenza è una modalità di voto in cui le schede elettorali vengono distribuite (o inviate) agli elettori aventi diritto, i quali le rispediscono per posta dopo aver votato a casa. Il voto per corrispondenza è alternativo sia al tradizionale voto in presenza presso il seggio elettorale, sia al voto elettronico.
La modalità di voto per corrispondenza viene solitamente adottata per dare la possibilità di votare al maggior numero possibile di aventi diritto, ad esempio a chi non può recarsi al seggio per ragioni di disabilità fisica, oppure perché è domiciliato in un luogo geograficamente lontano dal posto in cui è iscritto alla lista elettorale.
Il voto per corrispondenza fu introdotto per la prima volta nel 1877 nell'Australia occidentale, per poi essere migliorato nel 1890 nell'Australia meridionale. Successivamente, è stato adottato da molti altri stati del mondo.

## Nel mondo

### In Italia

#### Elezioni politiche e referendum

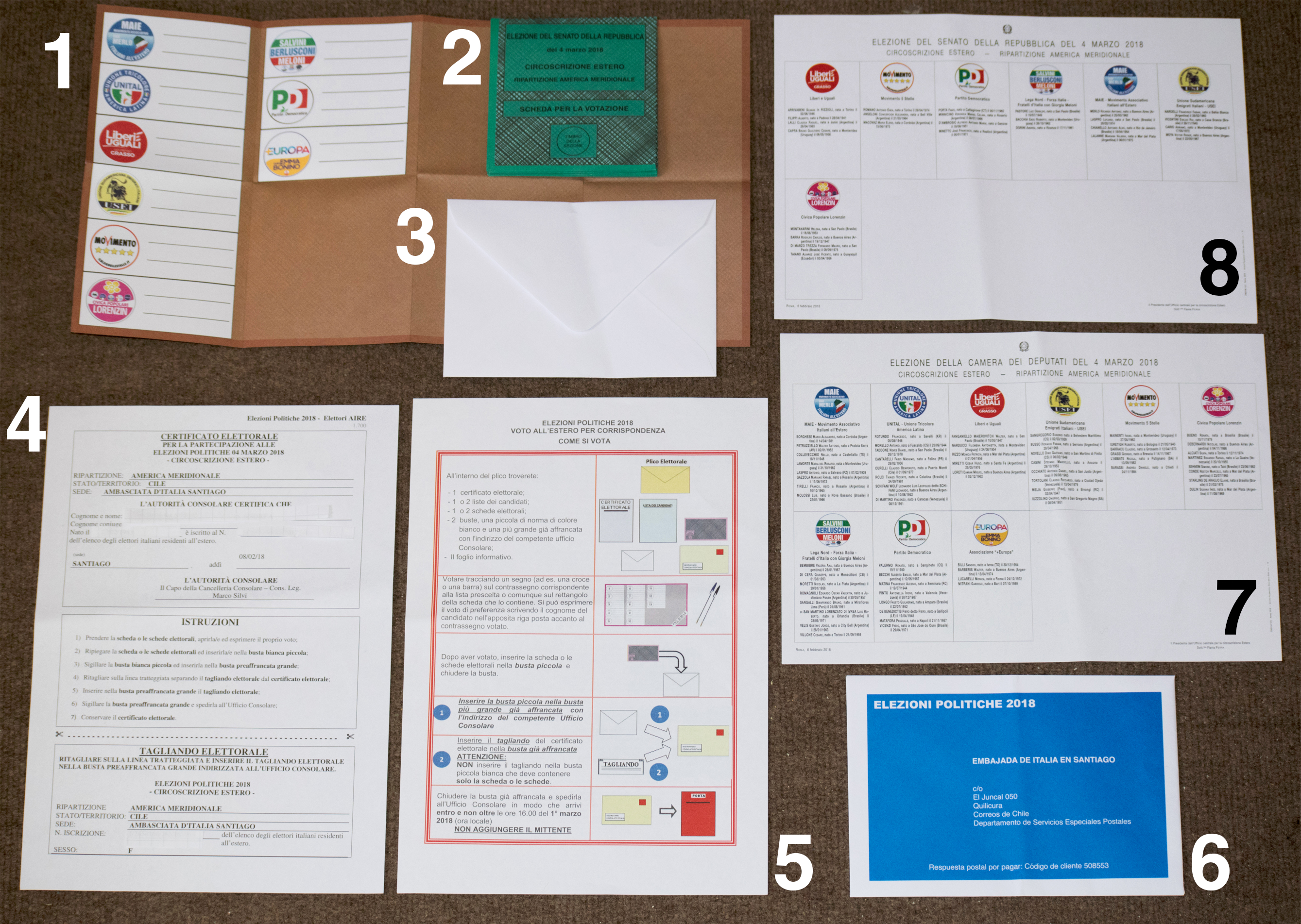
Contenuto del plico elettorale per il voto all'estero alle elezioni politiche italiane. 1. Scheda elettorale per la Camera dei deputati 2. Scheda elettorale per il Senato della Repubblica 3. Busta bianca per mantenere separate e anonime le schede 4. Certificato elettorale. 5. Istruzioni 6. Busta preaffrancata per inviare il materiale all'Ambasciata italiana di Santiago del Cile 7. Elenchi dei candidati della ripartizione America Meridionale della Circoscrizione Estero per la Camera dei Deputati 8. Elenchi dei candidati della ripartizione America Meridionale della Circoscrizione Estero per il Senato

In Italia, la modalità di voto per corrispondenza è stata utilizzata per la prima volta nel 2006 al fine di far votare gli italiani residenti all'estero, iscritti all'anagrafe degli italiani residenti all'estero (AIRE), senza che si recassero in Italia. È regolato dalla Legge Tremaglia approvata nel 2001, a seguito delle modifiche introdotte nel 2000 all'articolo 48 della Costituzione italiana.
D'altro canto, a partire dal 2016, anche gli elettori italiani temporaneamente residenti all'estero (e quindi non iscritti all'AIRE) possono esercitare il voto per corrispondenza, inviando tempestiva comunicazione al comune italiano di iscrizione alle liste elettorali, il quale chiederà al consolato competente di spedire all'elettore il plico elettorale contenente le schede. L'elettore potrà quindi esercitare il diritto di voto con modalità analoghe a quelle previste dalla Legge Tremaglia.
Nel corso degli anni, il voto per corrispondenza degli italiani all'estero ha costantemente suscitato numerose perplessità e polemiche nell'opinione pubblica e tra i commentatori politici (si veda: Voto degli italiani residenti all'estero: opinioni contrarie e controversie) soprattutto a causa di forti sospetti di brogli.

#### Diritto societario
Per alcune categorie di società, il voto nelle assemblee dei soci può essere esercitato per corrispondenza. Nell'ordinamento italiano, tale modalità di voto era già ammessa per le società cooperativa (art. 2532 c.c.), ed è stata estesa ad altre società, come le Sicav e le società direttamente o indirettamente controllate dallo Stato o da enti pubblici, per le quali siano intervenuti processi di privatizzazione. Il diritto di voto per corrispondenza deve essere previsto dall'atto costitutivo della società.

### In Svizzera

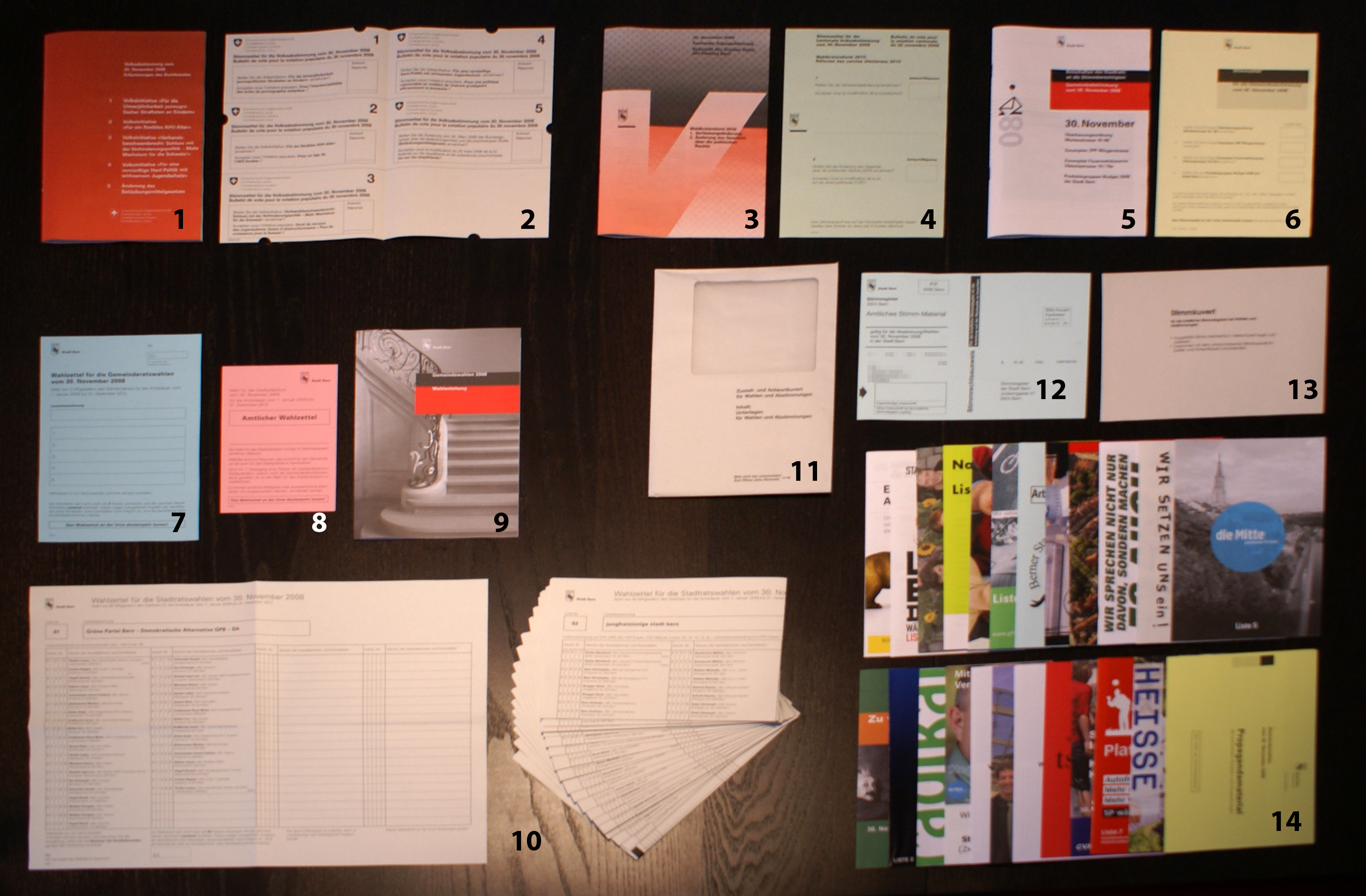
Materiale elettorale ricevuto da un cittadino svizzero per le elezioni e referendum del 30 novembre 2008

In Svizzera è consentito il voto per corrispondenza. I votanti non devono registrarsi prima delle elezioni, poiché ogni persona che vive nella nazione (sia svizzeri che stranieri) deve registrarsi nel comune di residenza entro due settimane da un eventuale trasferimento: pertanto, tutti gli elettori sono già registrati e non devono ripetere l'operazione se desiderano votare.
I comuni, circa due mesi prima della data della consultazione elettorale, inviano ai votanti una lettera contenente una busta (con la scritta "Scheda elettorale"), un piccolo libretto informativo sulle proposte di cambiamento della legge in questione e, infine, la scheda elettorale stessa. Una volta che l'avente diritto ha espresso il proprio voto, la scheda viene rispedita al comune con la busta fornita nella lettera ricevuta.
I cittadini svizzeri possono consegnare il proprio voto nei seggi elettorali, presso i quali portano le schede già ricevute per posta e che possono anche essere depositate nelle apposite urne. Dopo l'introduzione del voto per posta, tuttavia, non molti cittadini utilizzano questa possibilità, preferendo la spedizione.
Alcuni cantoni (Ginevra, Neuchâtel e Zurigo) hanno sviluppato progetti per permettere ai cittadini di votare anche via internet o con gli SMS, ma le sperimentazioni finora non hanno avuto successo.
Nel 2019, circa il 90% degli elettori svizzeri ha votato utilizzando il voto postale remoto.

### Australia
Alle elezioni federali australiane del 2016 sono stati espressi 1,2 milioni di voti postali, pari all'8,5% dei voti totali.
Il voto per corrispondenza in Australia fu introdotto per le elezioni federali nel 1902 e utilizzato per la prima volta nelle elezioni del 1903. Fu abolito dal governo Fisher nel 1910, in seguito alle affermazioni secondo cui era soggetto ad abusi ed irregolarità nei confronti degli elettori rurali. Il disegno di legge del governo Cook per ripristinare il voto per corrispondenza fu uno dei "fattori scatenanti" del doppio scioglimento (una procedura consentita dalla Costituzione australiana per risolvere le situazioni di stallo nel Parlamento bicamerale) prima delle elezioni del 1914. Il voto per corrispondenza fu infine ripristinato dal governo Hughes nel 1918 e da allora non è più stato contestato, sebbene le disposizioni e i requisiti siano stati modificati in numerose occasioni.
Prima della Federazione nel 1901, l'Australia Occidentale introdusse una forma di voto per corrispondenza nel 1877 con severi criteri di ammissibilità. L'Australia Meridionale introdusse il voto per corrispondenza per i marinai nel 1890, e un ulteriore atto nel 1896 diede la possibilità di votare per corrispondenza a qualsiasi elettore che si trovasse a più di 15 miglia (24 km) da casa il giorno delle elezioni, così come a qualsiasi donna inabilitata a viaggiare "per motivi di salute". Victoria approvò una legge simile nel 1899 e anche la prima legislazione federale sul voto postale fu modellata sulla legge del South Australia del 1896.

#### Procedura
Il voto per corrispondenza a livello federale è regolato dal Commonwealth Electoral Act 1918 e amministrato dalla Commissione elettorale australiana (AEC - Australian Electoral Commission). Il voto per corrispondenza è disponibile per coloro che saranno assenti dalla propria circoscrizione elettorale a causa di un viaggio o per coloro che non possono presentarsi a una cabina elettorale a causa di malattia, infermità, "parto imminente", responsabilità assistenziali, ragionevoli timori per la propria sicurezza, credenze religiose, reclusione, status di elettore silenzioso (ossia nel caso in cui l'elettore non voglia mostrare il proprio indirizzo e altri dati per motivi di sicurezza) o motivi di lavoro.
Gli elettori idonei possono presentare una richiesta di voto per corrispondenza (PVA - postal vote application) prima di ogni elezione o richiedere lo status di "elettore postale generale" e ricevere automaticamente una scheda elettorale per posta. Gli elettori postali ricevono le loro schede elettorali e una busta prepagata contenente il loro nome e indirizzo, nonché una domanda di sicurezza predeterminata dal PVA. Gli elettori sono tenuti a firmare la busta e a fornire la risposta corretta alla domanda di sicurezza. Sono inoltre tenuti a munirsi di firma di un testimone e di datare la busta. A partire dal 2016, i voti postali potevano essere ricevuti e inseriti nel conteggio fino a 13 giorni dopo il giorno delle elezioni. Dopo le elezioni del 2016, è stato osservato che il rigoroso processo di controllo concesso ai voti per corrispondenza ha contribuito in modo significativo ai ritardi nella dichiarazione dei risultati delle elezioni ravvicinate.

### Austria
L'Austria ha consentito il voto per corrispondenza nel 2007 modificando l'articolo 26 della Costituzione austriaca. Gli elettori richiedono una tessera elettorale che può essere compilata di persona o in privato e spedita tramite posta. Nelle elezioni del 2017 sono state espresse circa 780.000 schede postali, che rappresentano il 15% di tutti i voti. Nel 2019 questo numero è salito a 1.070.000.

### Canada
La possibilità di votare quando non è possibile votare di persona è stata introdotta per la prima volta con il Military Voters Act federale nel 1917, che conferiva il diritto di voto a tutti i soldati canadesi e ai loro coniugi. I dipendenti pubblici divennero idonei nel 1970. Il diritto fu ulteriormente esteso al personale di supporto civile nelle basi delle forze armate canadesi nel 1977. Nel 1993, il disegno di legge C-114 estese il voto a scrutinio speciale (Regole di voto speciale) per posta a tutti i cittadini canadesi.
L'uso di regole di voto speciali, compreso il voto per corrispondenza, è cresciuto ad ogni elezione. Nelle 42esime elezioni generali (2015), il numero degli elettori è aumentato del 117% rispetto alle elezioni precedenti, arrivando a circa 619.000. Questo numero è cresciuto fino a circa 660.000 nelle 43esime elezioni (2019), che rappresentano il 3,6% degli elettori.

### Finlandia
La Finlandia ha introdotto il voto per posta nel 2019 per gli elettori aventi diritto che vivono permanentemente all'estero e per gli elettori aventi diritto che soggiornano all'estero al momento delle elezioni.

### Francia
Il voto per corrispondenza è esistito in Francia fino al 1975, quando è stato vietato (tranne in circostanze molto limitate) a causa dei timori di frodi elettorali. L’uso altamente pubblicizzato del voto per corrispondenza diffuso nelle elezioni presidenziali degli Stati Uniti del 2020 ha riacceso il dibattito in Francia sull’uso del voto per corrispondenza, ma non esiste consenso o piani concreti per reintrodurlo.

### Germania

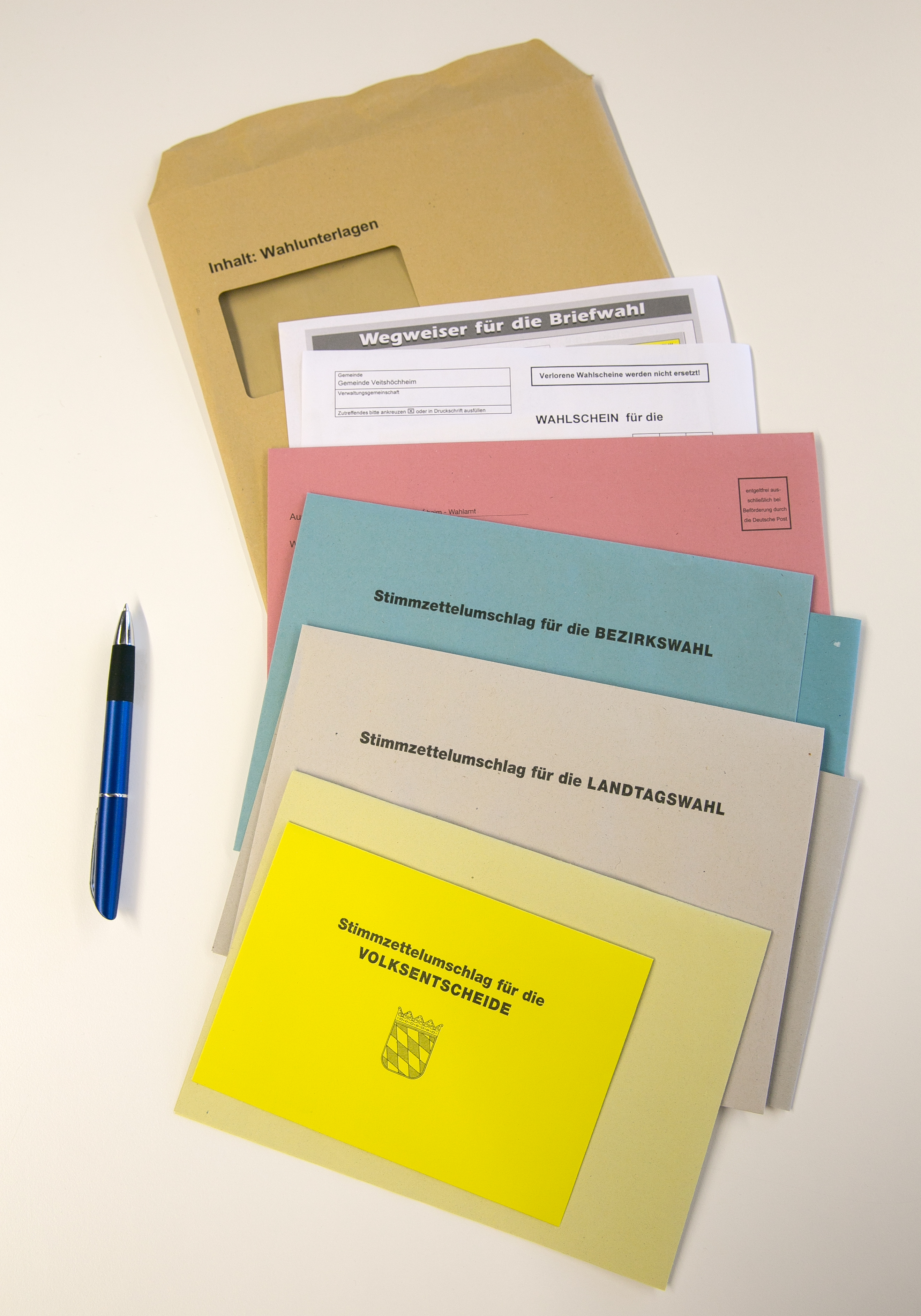
Plico elettorale per le elezioni del 2013 in Baviera

Il voto per corrispondenza è comune in Germania, con il 47% dell’elettorato che votò per posta nelle elezioni generali del 2021. Il voto per corrispondenza esiste in Germania dal 1957, originariamente per garantire che tutti i cittadini tedeschi, in particolare gli anziani, i malati e i disabili, e i cittadini che vivono all'estero, abbiano l'opportunità di partecipare alle elezioni. In un primo momento, gli elettori postali dovevano dichiarare il motivo per cui non potevano esprimere il proprio voto di persona il giorno delle elezioni; ma questo requisito è stato abbandonato nel 2008, consentendo a tutti di utilizzare il voto per corrispondenza.

### Grecia
Nel 2023 il primo ministro Kyriakos Mitsotakis annunciò che il voto per corrispondenza sarebbe stato usato nelle elezioni del Parlamento europeo del 9 giugno 2024. Affermò anche che l'adozione di questa opzione nelle elezioni del Parlamento europeo sarebbe servita da precursore della sua adozione nelle elezioni nazionali, previste per il 2027.

### Ungheria
I cittadini ungheresi residenti all'estero che non hanno un indirizzo ufficiale in Ungheria possono votare per corrispondenza. Possono votare solo per le liste dei partiti, ma non per i rappresentanti locali. Nelle elezioni parlamentari del 2018, 267.233 voti (il 4,6% di tutti i voti) sono stati inviati per posta. Il 48% di tutti i voti postali validi proveniva dalla Romania.

### India
Il voto per corrispondenza in India viene effettuato solo attraverso il sistema di schede elettorali postali trasmesse elettronicamente (ETPB) della Commissione elettorale indiana, in cui le schede elettorali vengono distribuite agli elettori aventi diritto registrati e restituiscono i voti per posta. Quando inizia lo spoglio dei voti, questi voti postali vengono conteggiati prima del conteggio dei voti provenienti dalle macchine per il voto elettronico di tutti gli altri elettori. Solo alcune categorie di persone possono registrarsi come elettori postali. Possono registrarsi per il voto postale le persone che lavorano nelle forze armate e nella polizia di Stato, nonché le loro mogli e i dipendenti del governo indiano ufficialmente distaccati all'estero, chiamati anche elettori di servizio. Inoltre, possono utilizzare il voto postale le persone in detenzione preventiva, i disabili e i cittadini di età superiore ai 65 anni. I prigionieri non possono votare. Anche i personaggi famosi hanno potuto utilizzare la scheda postale per esprimere il proprio voto. Il Partito Comunista d'India (Marxista) ha affermato che le votazioni per corrispondenza "influiranno negativamente sulla verificabilità di un gran numero di elettori, quindi sulla trasparenza e sull'integrità del processo", e ha espresso preoccupazione per "casi di manipolazione e negligenza" con schede postali.

### Indonesia
Gli indonesiani aventi diritto che vivono all'estero possono votare per corrispondenza alle elezioni nazionali registrandosi presso la commissione elettorale indonesiana all'estero nel loro paese di residenza. Oltre alle elezioni presidenziali, possono votare anche alle elezioni della DPR. Tutti gli elettori indonesiani d'oltremare sono inclusi nella 2ª circoscrizione elettorale di Giacarta, che comprende anche Giacarta centrale e meridionale.

### Malesia
In Malesia, il leader dell'opposizione ed ex vice primo ministro Anwar Ibrahim ha affermato che i voti postali sono stati utilizzati dalla coalizione al governo Barisan Nasional per assicurarsi seggi in alcune circoscrizioni elettorali. Ha anche affermato che in una particolare circoscrizione elettorale (Setiawangsa) il suo Parti Keadilan Rakyat aveva effettivamente vinto durante le elezioni del 2008, prima che 14.000 voti postali arrivassero ad assegnare il seggio al parlamentare in carica del BN con una maggioranza di 8.000 voti. In Malesia, solo gli insegnanti, il personale militare e i poliziotti con sede lontano dalle loro circoscrizioni elettorali hanno diritto a presentare voti per corrispondenza.

### Messico

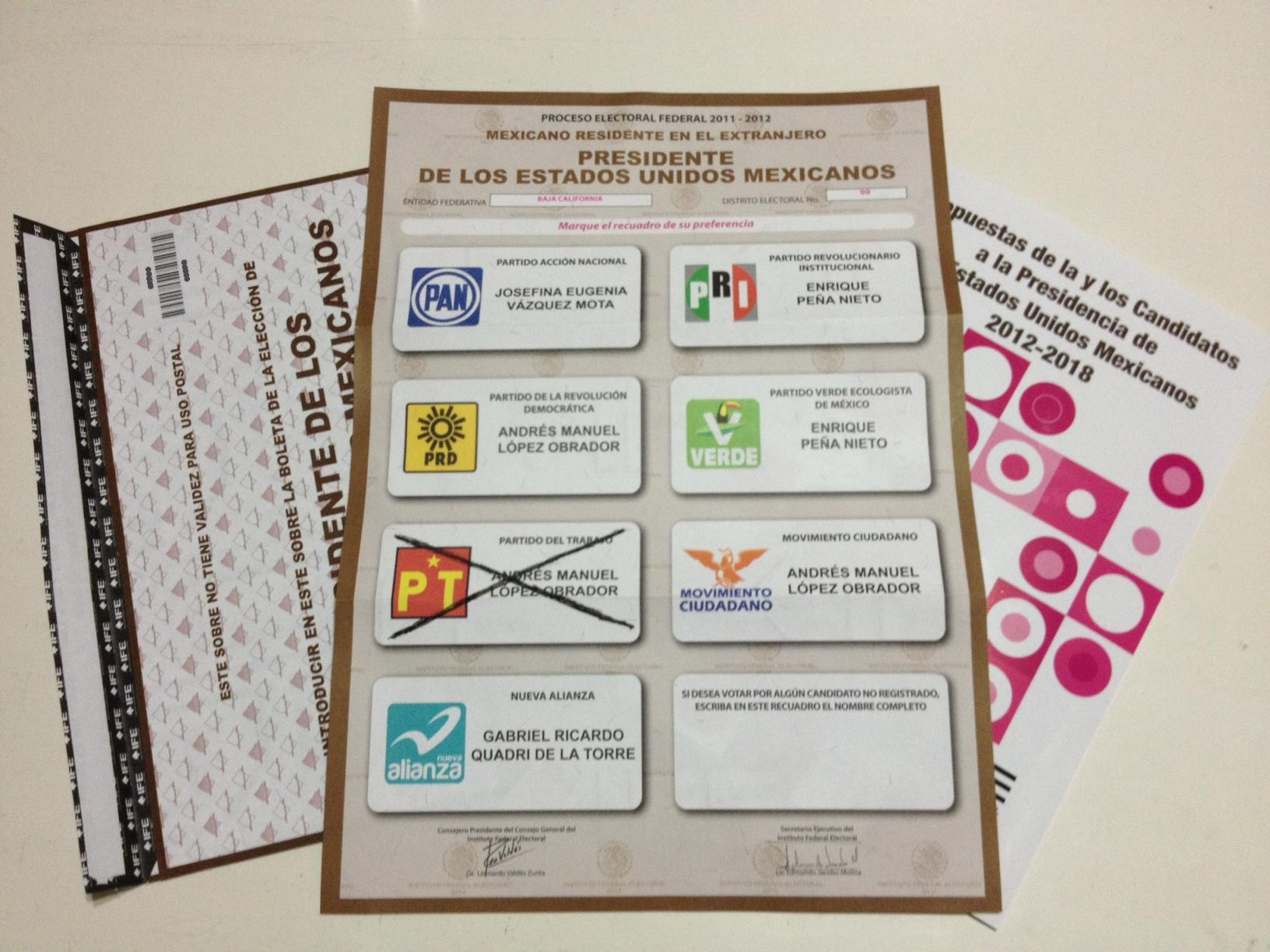
Scheda elettorale postale per le elezioni federali in Messico 2012.

In Messico, a partire dalle elezioni federali del 2006, è consentito il voto per corrispondenza per le persone che vivono all’estero. Si può fare una richiesta all'Istituto Elettorale Nazionale che poi invia le schede all'estero.

### Norvegia
Il voto per corrispondenza è accettato per gli elettori che soggiornano all'estero e non sono vicini a una stazione straniera o ad altro luogo di voto. Gli elettori possono richiedere l'invio delle schede elettorali.

### Filippine
Le votazioni per corrispondenza sono un'opzione per i filippini d'oltremare solo in paesi selezionati. La pratica generale per il voto per corrispondenza locale e all'estero nelle elezioni filippine richiede che le schede siano espresse di persona in seggi elettorali selezionati, come un ufficio consolare.

### Singapore
I cittadini di Singapore che vivono all'estero possono votare per posta alle elezioni presidenziali e parlamentari.

### Spagna
In Spagna, per le elezioni europee, regionali e comunali, gli elettori che sono assenti dalla propria città il giorno delle elezioni o che sono malati o disabili, possono richiedere il voto per corrispondenza presso un ufficio postale. La domanda deve essere presentata personalmente o tramite un rappresentante in caso di malattia o invalidità attestata da certificato medico.

### Regno Unito
Il voto per corrispondenza nel Regno Unito è consentito per delega o per posta (noto come voto postale su richiesta) per qualsiasi elettore. Il voto per corrispondenza non richiede un motivo, ad eccezione dell'Irlanda del Nord, dove tale tipologia di voto è disponibile solo se fosse irragionevole aspettarsi che un elettore si rechi a un seggio elettorale il giorno delle elezioni a causa del lavoro, della disabilità o di restrizioni particolari. Il voto per corrispondenza è comune nel Regno Unito, infatti sono stati emessi 8,4 milioni di voti per corrispondenza, che corrisponde al 18% dell'elettorato britannico (18,2% Inghilterra, 19,4% Scozia, 19,4% Galles e 1,9% Irlanda del Nord) nelle elezioni generali del 2017.
Il voto per delega è consentito per le persone che sono assenti o lavorano nei giorni delle elezioni, o che sono disabili, e chiunque abbia diritto a votare alle elezioni può essere un delegato per parenti stretti e due persone non imparentate tra loro. L'elettore delegato di un elettore può anche essere un elettore che vota per corrispondenza, noto come "elettore per delega postale". Se una persona non è in grado di votare di persona entro 6 giorni da un'elezione, può richiedere che un'altra persona voti per suo conto come "elettore di emergenza".
Il numero di casi di voti per posta fasulli segnalati alla o dalla Commissione elettorale è basso. "Tali preoccupazioni devono essere bilanciate dal fatto che è del tutto legittimo che i partiti politici incoraggino gli elettori a votare, sia di persona che per posta".

### Stati Uniti
Voto per corrispondenza
     Voto per corrispondenza senza motivazioni necessarie
     Voto per corrispondenza con motivazioni necessarie

No-excuse postal voting.
Voto per corrispondenza
Voto per corrispondenza senza motivazioni necessarie
Voto per corrispondenza con motivazioni necessarie

Negli Stati Uniti, il postal voting o mail voting (comunemente indicato come voto per corrispondenza, voto per posta o voto da casa) è un processo in cui una scheda elettorale viene spedita a casa di un elettore registrato, che la compila e la restituisce tramite posta ordinaria o consegnandola di persona presso un centro elettorale o in una cassetta di sicurezza. Le scadenze sono fissate dalla legge statale, con alcuni Stati che richiedono che le schede vengano ricevute entro il giorno delle elezioni e altri che lo consentono dopo tale giorno, purché abbiano il timbro postale entro l'election day. Il voto per posta è disponibile sia negli stati repubblicani che in quelli democratici, con ricerche che dimostrano che la disponibilità del voto per corrispondenza aumenta l'affluenza alle urne. Cinque stati – Colorado, Hawaii, Oregon, Utah e Washington – tengono le elezioni quasi interamente per posta.
È stato affermato che il voto per corrispondenza presenta un rischio di frode maggiore rispetto al voto di persona, sebbene siano pochi i casi noti di tale frode. Le votazioni per corrispondenza pongono altre sfide, tra cui la verifica della firma, la pronta consegna delle schede elettorali, e questioni che hanno portato a prove che suggeriscono che gli elettori più giovani, così come gli elettori appartenenti a minoranze razziali ed etniche, hanno più probabilità di vedere rifiutate le loro schede di voto per corrispondenza.
Nelle elezioni generali del 2016 sono state espresse circa 33 milioni di schede postali, circa un quarto di tutte le schede votate. Alcune giurisdizioni hanno utilizzato solo il voto per posta mentre altre hanno utilizzato il voto per corrispondenza per posta.
Nell’aprile 2020, durante il lockdown dovuto alla pandemia di COVID-19, un sondaggio della NBC News/Wall Street Journal ha rilevato che il 58% degli intervistati era favorevole ad una riforma elettorale nazionale per consentire a tutti di votare per posta.
Le elezioni presidenziali del 2020 hanno registrato la più alta affluenza ai seggi della storia degli Stati Uniti dal 1900 ed entrambi i candidati hanno battuto il record di preferenze totali ottenuto precedentemente da Barack Obama alle elezioni presidenziali del 2008. È stata determinante la possibilità per gli elettori di votare per corrispondenza che ha permesso di evitare lunghe code e procedure farraginose e burocratiche (come il fatto di non avere un seggio preciso pre-assegnato), fattori che alimentavano l’apatia politica e l'astensione.